# Барьерные острова

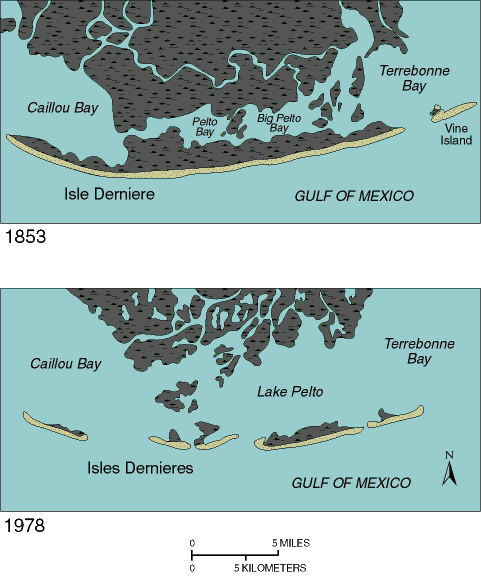
Острова Дерниеры в 1853 и 1978 годах.

Барье́рныe острова́ — острова в виде относительно узких полос песка, расположенных вблизи и параллельно побережью материка. Как правило, они расположены в виде цепи, состоящей из нескольких островов, иногда более десятка. Длина и ширина барьерных островов связаны с параметрами побережья, включая приливы, энергию волн, уровень моря и состав грунта. Некоторые барьерные острова достигают протяженности более ста километров, самый длинный и широкий — остров Падре. Форма, площадь и само существование барьерных островов изменчивы — они могут появляться и исчезать в короткое (в геологических масштабах) время.
В России, в Море Лаптевых есть острова, которые не только являются барьерными, но и имеют имя собственное Барьерные острова.